# Linia kolejowa Čierna nad Tisou – Košice
Linia kolejowa Čierna nad Tisou – Košice – dwutorowa, zelektryfikowana linia kolejowa na Słowacji przebiegająca od słowacko-ukraińskiego kolejowego przejścia granicznego Czop – Czerna nad Cisą do stacji kolejowej Koszyce.
Linia kolejowa zbudowana w latach 1872–1873. W latach 1951–1955 przebudowano ją na linię dwutorową. W 1961–1962 dokonano elektryfikacji linii.
Linia I kategorii, o znaczeniu międzynarodowym. Wchodzi w skład paneuropejskiego korytarza transportowego nr Va oraz europejskiego ciągu transportowego C-E 40. Na stacji granicznej Čierna nad Tisou znajduje się suchy port obsługujący przeładunek ładunków docierających koleją szerokotorową z Ukrainy.
Na linii prowadzony jest ruch pasażerski i towarowy. Informacje na temat kursowania pociągów pasażerskich na linii umieszczone są w słowackim sieciowym rozkładzie jazdy pociągów w tabeli 190.